# 천왕동
천왕동은 서울특별시 구로구의 법정동이다. 행정동상 오류동 (서울)의 일부와 묶여 오류2동을 이룬다.
오리로 이남 동의 남부 지역에는 서울주택도시공사에서 지은 천왕이펜하우스 아파트 단지와 천왕차량사업소가 있고, 이북은 연지마을이다. 오리로의 지하에 천왕역이 있다.
이 마을은 조선 세종 때 영의정(領議政)을 지냈던 경재(敬齎) 하연(河演)의 후손인 진주(晉州) 하씨(河氏)들이 개척하였다. 하연의 5세손이 되며 부사과(副司果)를 지냈던 하백연(河白蓮)이 조선 명종 초에 이 마을을 개척하였고, 그 아들 하경청과 하계청도 이 마을에 정착한 후 관계로 진출하였다. 이 때부터 시작된 진주 하씨의 천왕동 거주는 지금까지 15대를 이어 내려온다.

## 같이 보기
- 대한민국의 행정 구역